# Autorretrato (Tiziano, Berlín)
Autorretrato (en italiano: Autoritratto; en alemán: Selbstbildnis) es un óleo sobre lienzo del pintor veneciano Tiziano, realizado hacia 1550–55. Si bien pintó varios autorretratos independientes en diversos formatos, este es uno de los únicamente dos ejemplos que han sobrevivido. El otro está en Madrid, datado c. 1560. Ambas obras comparten una paleta sombría y reservada, aunque esta primera obra es más rica en color y armonía cromática.
Está inacabado, con su mano izquierda y áreas del atuendo apenas esbozados. Se ha sugerido que la tela sea un modello, o estudio, para otro trabajo ahora perdido. Otra teoría es que fue pintado para miembros de su familia como recuerdo para después de su muerte.
Temática y estilísticamente, el trabajo puede ser asociado con su Retrato de Pietro Aretino, de 1545. Se han conservado varias versiones o variantes, incluyendo dibujos de su propia mano, y óleos atribuidos a su taller.

## Origen y propósito
Partes del lienzo están inacabadas, especialmente las manos, el área oscura alrededor del rostro, y el tabardo. Permaneció en el estudio de Tiziano en el Biri Grande, Venecia, hasta su muerte, lo que algunos historiadores del arte ven como evidencia de que fue pensado como un estudio, aunque puede haber sido sencillamente porque estaba inacabado.
El pintor italiano, arquitecto, y escritor Giorgio Vasari escribió en 1568 que Tiziano había realizado una serie de autorretratos para que sus familiares lo recordaran, y es probable que este fuera uno, dado que no fue vendido durante su vida. Sin embargo Vasari data el retrato a c. 1562–64, lo que corresponde más a registros de una versión de un retrato dado a Paulo Jovio en 1549.

## Descripción
El estilo de la pintura recuerda sus trabajos de alrededor de 1560, especialmente la aplicación gruesa e irregular de pintura blanca en grandes secciones. Aparenta unos 60 años, dando crédito a la datación más temprana. Lleva la cadena dorada de la Orden de la Espuela de Oro, en tres vueltas, que le fue entregada por el emperador Carlos V en 1533. La cadena representa su título de caballero y su elevado estatus social. Lleva un casquete negro en ambas pinturas; un motivo visto en otros trabajos más tardíos. Si bien se desconoce el porqué de esta preferencia, es probable que pretendiera sugerir erudición; similares casquetes eran a menudo asociados con Aristóteles y San Jerónimo. Una explicación más prosaica es que con el buscaba cubrir una calva.

Autorretrato (c. 1567), óleo sobre lienzo, 86 × 65 cm. Museo del Prado, Madrid.

El retrato es a media figura y con el rostro de tres cuartos, sentado detrás de una mesa, mirando a la distancia. A pesar de que su expresión es compleja y difícil de interpretar, es claramente más abierta y optimista que el autorretrato de 1567 de Madrid, y varios historiadores del arte notan el envejecimiento y declive físico sufrido en el autorretrato posterior. Como en todos sus autorretratos, mira hacia un lado, evitando al espectador, posiblemente por humildad, pero en una pose digna. Es mostrado con hombros fuertes y una mirada orgullosa y alerta, en que algunos detectan un aire "de combatividad...inquietud...y recelo".
A diferencia del lienzo de Madrid, el retrato no muestra referencia alguna a su ocupación de pintor, a pesar de que el historiador del arte David Rosand cree que "en vez de un instrumento de su oficio, sin embargo, la pincelada abierta en sí misma declara el arte del pintor". Además, el énfasis en sus manos puede ser una referencia a que como pintor su talento deriva de ellas.
El hecho de que la obra esté inacabada da idea de las  técnicas y métodos de trabajo de Tiziano.

## Procedencia
La pintura fue adquirida por la Gemäldegalerie, Berlín de la colección inglesa Solly a principios de la década de 1820.